# Belsize Motors
Fondata nel 1901, la Belsize Motors era un'azienda automobilistica inglese con sede a Clayton, Manchester. Prima della I guerra mondiale fu uno dei principali costruttori dell'industria automobilistica britannica, con 1.200 dipendenti e una produzione di 50 veicoli alla settimana. La ditta produsse un'ampia gamma di modelli, ma non riuscì a prosperare negli anni 1920 e cessò la produzione nel 1925. Le ultime auto furono progettate da Granville Bradshaw, con motori raffreddati ad olio, e vennero vendute col nome di Belsize-Bradshaws. 
I modelli principali furono:
- 12hp 1728cm³ 2 cilindri 1901
- 15/20 2860 cm³ 4 cilindri 1904
- 18/24 3940 cm³ 3 cilindri o 3300 cm³ 4 cilindri 1906
- 18/22 3000 cm³ 6 cilindri 1910-13
- 10/12 1950 cm³ 4 cilindri 1912-16
- 15 2800 cm³ 4 cilindri 1919-23 (portato a 3100 cm³ e noto come 15/20 nel 1923)
- 9hp Belsize-Bradshaw 1100 cm³ V2 cilindri 1921-24
- 14/30 1700 cm³ 6 cilindri 1924-25 (disponibile anche con un 2500 cm³ 8 cilindri e chiamato 20/40)